# Рачиновци
Рачиновци су насељено мјесто у општини Дреновци, Република Хрватска.

## Историја
Насеље је раније било у саставу некадашње општине Жупања.

## Становништво
На попису становништва 2011. године, Рачиновци су имали 700 становника.
| Демографија | Демографија | Демографија |
| Година      | Становника  | Становника  |
| ----------- | ----------- | ----------- |
| 1991.       | 996         |             |
| 2001.       | 982         |             |
| 2011.       |             | 700         |

## Попис 1991.
На попису становништва 1991. године, насељено место Рачиновци је имало 996 становника, следећег националног састава:
| Попис 1991.‍  | Попис 1991.‍  | Попис 1991.‍ | Попис 1991.‍ | Попис 1991.‍ |
| ------------ | ------------ | ----------- | ----------- | ----------- |
|              |              |             |             |             |
| Хрвати       | Хрвати       |             | 774         | 77,71%      |
| Срби         | Срби         |             | 142         | 14,25%      |
| Југословени  | Југословени  |             | 25          | 2,51%       |
| Мађари       | Мађари       |             | 2           | 0,20%       |
| Муслимани    | Муслимани    |             | 2           | 0,20%       |
| Словаци      | Словаци      |             | 1           | 0,10%       |
| Црногорци    | Црногорци    |             | 1           | 0,10%       |
| неопредељени | неопредељени |             | 9           | 0,90%       |
| регион. опр. | регион. опр. |             | 1           | 0,10%       |
| непознато    | непознато    |             | 39          | 3,91%       |
| укупно: 996  |              |             |             |             |